# Capelli d’angelo

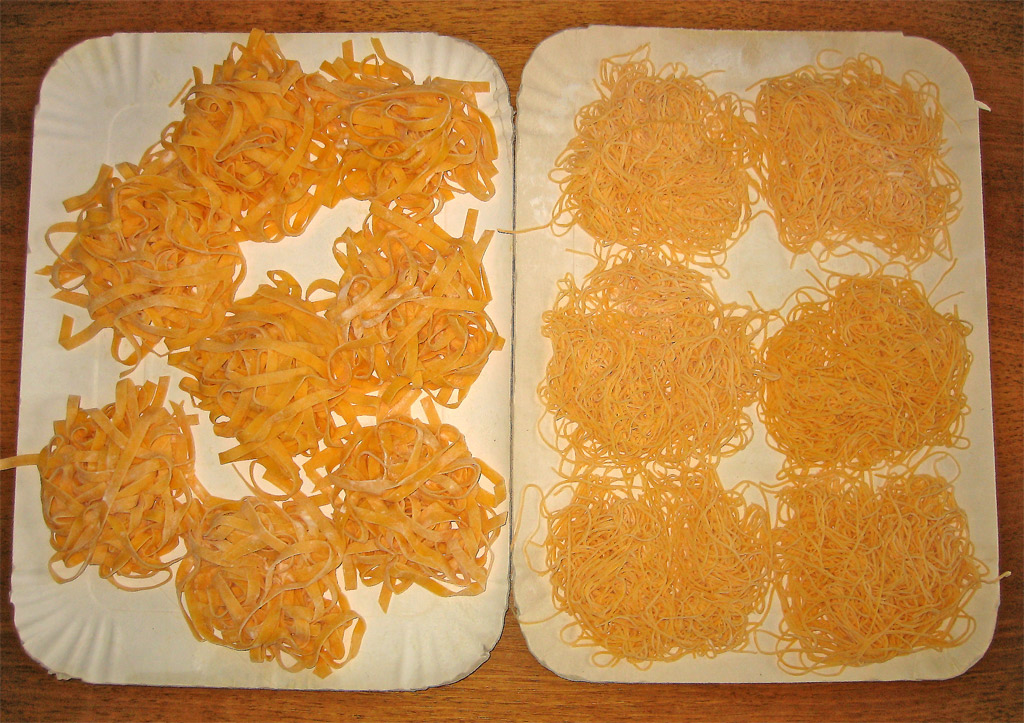
Capelli d’angelo (rechts)

Capelli d’angelo, auch Engelshaarpasta sind eine italienische Pastasorte.
Der Name bedeutet so viel wie Engelshaar. Bekannt war sie bereits im Rom des 17. Jahrhunderts.
Die Capelli d’angelo sind eine mit zumeist 0,78 Millimeter Durchmesser extrem dünne, den Spaghetti ähnliche Pastaform aus der italienischen Küche. Sie werden oft mit Capellini verwechselt, die ein klein wenig dicker sind. Capelli d’angelo sind die dünnste Pasta der Welt und die dünnste Spaghettiart. Sie bestehen aus Hartweizengrieß und sind trotz ihrer geringen Dicke kochfest und mit drei Minuten Kochzeit eine der am schnellsten zu kochenden Nudeln. Man nutzt sie meist als Einlage in Brühe oder in Kombination mit sehr leichten Soßen.